# 최애 (2011년 영화)
최애(最愛, LOVE FOR LIFE)는 중국에서 제작된 고장위 감독의 2011년 멜로/로맨스, 드라마 영화이다. 장쯔이 등이 주연으로 출연하였다.

## 출연

### 주연
- 장쯔이
- 곽부성

### 조연
- 지앙 웬리
- 왕바오창